# Isla Blakely
La isla Blakely es una isla del archipiélago de las islas San Juan, situadas en el estrecho de Georgia. Es un área no incorporada ubicada en el condado de San Juan en el estado estadounidense de Washington. Es la sexta en extensión, con un área total de 16,852 km². 
La población, según el censo del 2000 era de 56 personas. No hay un servicio de ferries regular, por lo que se debe acceder a la isla a través de barcos, que se atracan en la marina o por avioneta, que aterrizan en el aeródromo de la isla. El único servicio disponible en la isla es una tienda, que se encuentra en la marina.